# Conus smirna
Conus smirna é uma espécie de gastrópode do gênero Conus, pertencente a família Conidae.